# 布瓦罗热
布瓦罗热（法語：Boisroger，法語發音：[bwaʁɔʒe]）是法国芒什省的一个旧市镇，属于库唐斯区。2016年，布瓦罗热与市镇滨海古维尔合并为新的滨海古维尔。

## 地理
布瓦罗热（49°5'33"N, 1°32'20"W）面积5.3 平方千米，位于法国诺曼底大区芒什省，该省份为法国西北部沿海省份，西、北、东北三面环大西洋，东起顺时针与卡爾瓦多斯省、奧恩省、马耶讷省和伊勒-维莱讷省接壤。
与布瓦罗热接壤的市镇（或旧市镇、城区）包括：蒙叙尔旺、滨海布兰维尔、布兰维尔、热福斯、滨海古维尔、格拉托、塞尔维尼。

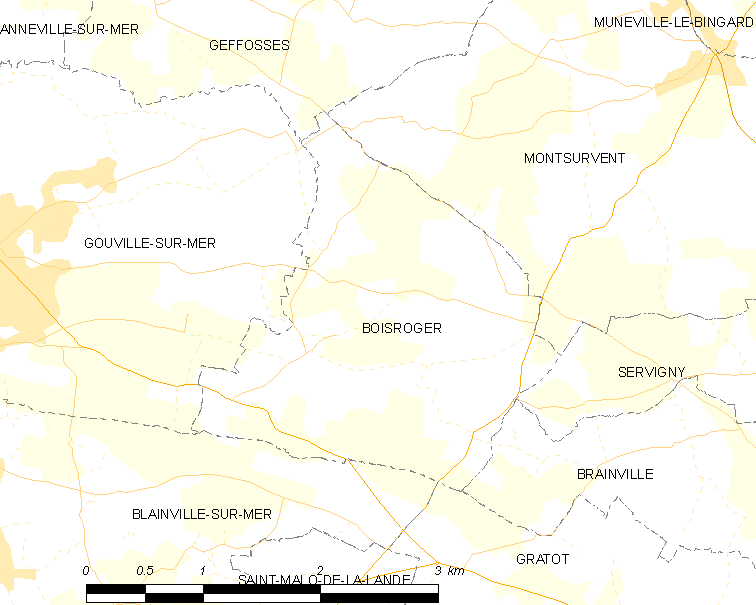
布瓦罗热的OSM定位图

布瓦罗热的时区为UTC+01:00、UTC+02:00（夏令时）。

## 行政
布瓦罗热的邮政编码为50200，INSEE市镇编码为50061。

## 政治
布瓦罗热所属的省级选区为阿贡-库坦维尔县。

## 人口

1962-2008年间布瓦罗热人口变化图示

布瓦罗热于2018年1月1日时的人口数量为254人。